# سنجاب أحمر
السنجاب الأحمر أو السنجاب الشائع (بالإنجليزية: Red Squirrel) هو أحد الأنواع الثلاثة في جنس السنجاب، هو قارض قارت شجري التنقل، يتواجد في بريطانيا العظمى وإيرلندا انخفضت أعدادها جذريا في السنوات الأخيرة، ويرجع ذلك جزئيا لإدخال السنجاب الرمادي الشرقي من أمريكا الشمالية.